# Вишо, Артур
Артур Вишо (фр. Arthur Vichot, род. 26 ноября 1988 в Коломбье-Фонтен, Франция) — французский профессиональный шоссейный велогонщик. Чемпион Франции 2013 года в групповой гонке. Племянник победителя этапов Тур де Франс Фредерика Вишо.

## Биография
На своей первой профессиональной велогонке Тур Даун Андер в 2010 году был выбран болельщиками «суперзвездой».

## Победы

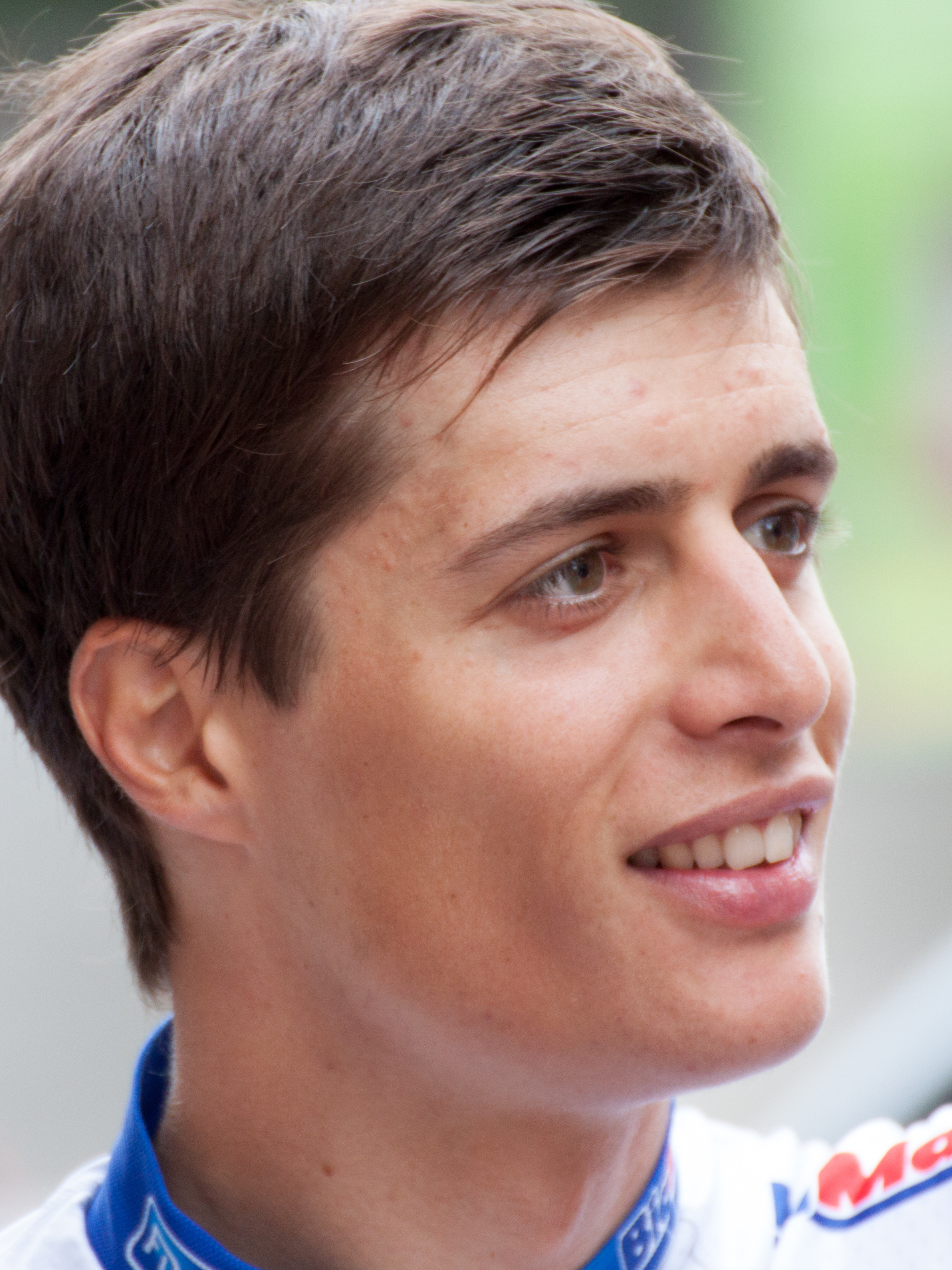
Артур Вишо в 2012

| 2010 - Париж — Коррез — этап 2 2011 - Классика Южных Ардеша - Тур Ду 2012 - Критериум Дофине — этап 5 | 2013 - Чемпион Франции в групповой гонке - Тур дю От-Вар — генеральная, очковая и молодёжная классификации 2014 - Париж — Ницца — этап 8 и 3-е место в общем зачёте | 2016 - Чемпион Франции в групповой гонке - Тур дю От-Вар — генеральная классификация - 1-й на этапе 2 2017 - Тур дю От-Вар — генеральная очковая классификации - Гран-при Марсельезы |

## Статистика выступлений наГранд Турах
| Гранд Тур | 2010 | 2011 | 2012 | 2013 | 2014 | 2015 | 2016 | 2017 |
| --------- | ---- | ---- | ---- | ---- | ---- | ---- | ---- | ---- |
| Джиро     | -    | -    | -    | -    | -    | -    | -    | -    |
| Тур       | -    | 103  | 94   | 66   | сход | -    | 78   |      |
| Вуэльта   | сход | -    | -    | -    | -    | -    | -    |      |